# Fronton, Haute-Garonne
Fronton este o comună în departamentul Haute-Garonne din sudul Franței. În 2009 avea o populație de 5.489 de locuitori.

## Evoluția populației
| An        | 1975  | 1982  | 1990  | 1999  | 2006  | 2009  |
| --------- | ----- | ----- | ----- | ----- | ----- | ----- |
| Populație | 2.525 | 2.814 | 3.355 | 3.891 | 5.030 | 5.489 |

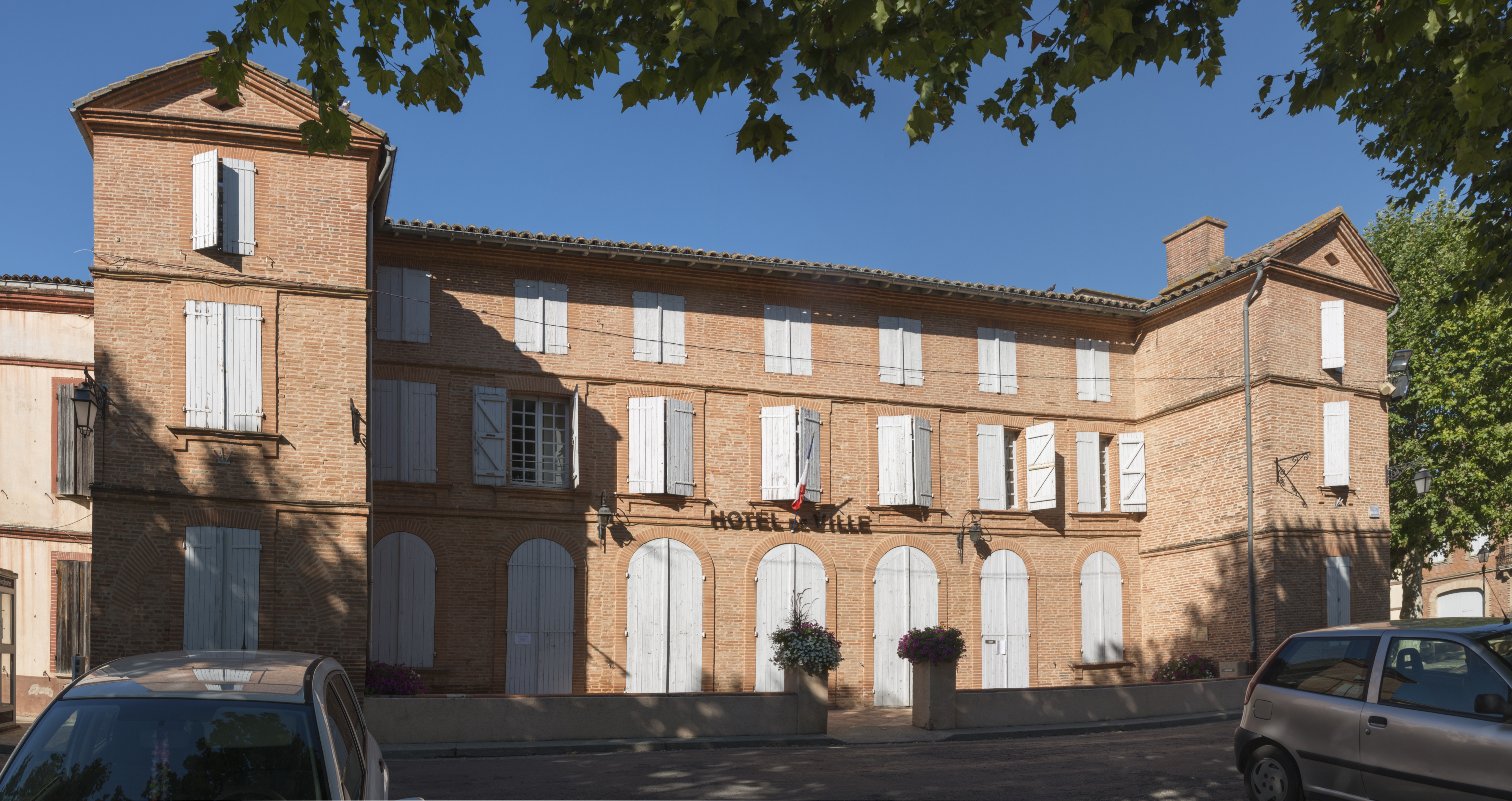
Il Primăria.
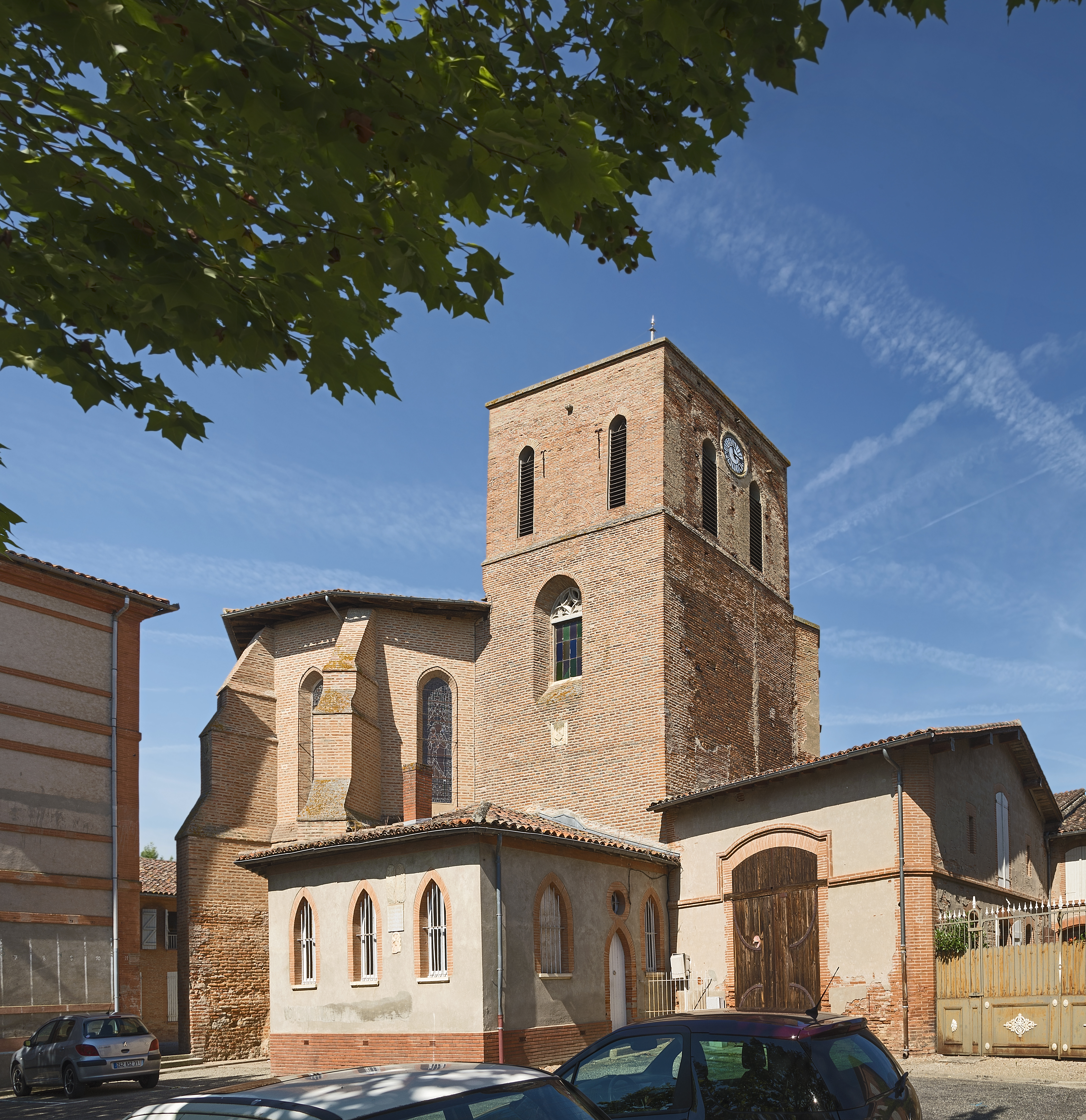
Biserica.
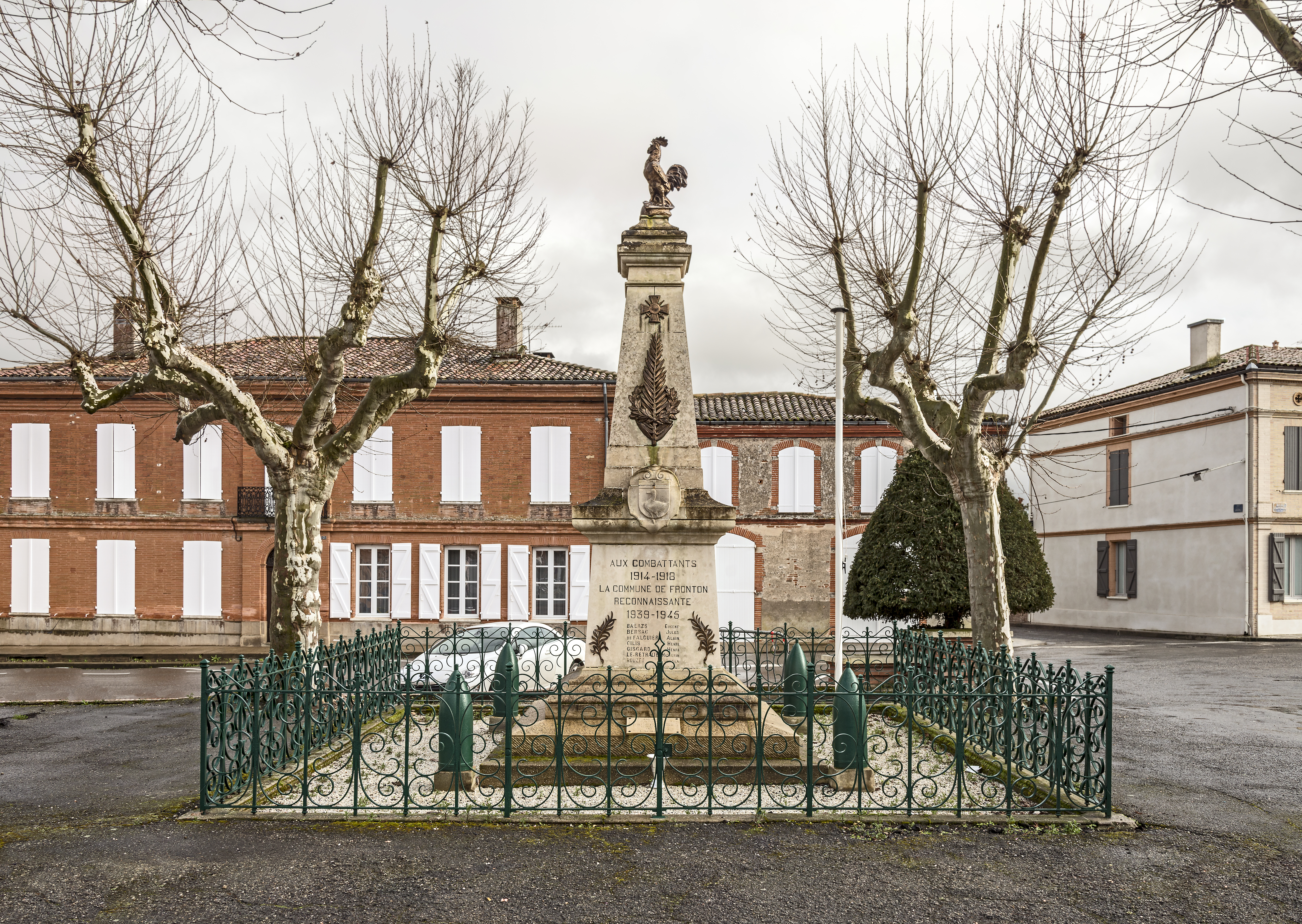
Memorial de război.